# رضا شعبان
رضا شعبان (وُلد في 18 سبتمبر 1963) هو لاعب رفع أثقال كويتي شارك في الألعاب الأولمبية الصيفية 1992 ممثلًا بلاده. كان أول رياضي يمثل الكويت في هذه الرياضة في أي دورة من دورات الألعاب الأولمبية الصيفية. شارك في فئة الوزن الثقيل الأولى للرجال وحلّ في المركز الحادي والعشرين من بين 25 متنافسًا.
بعد ألعاب 1992، مثّل الكويت مجددًا في الألعاب الأولمبية الصيفية 1996، وشارك في فئة الوزن الثقيل الأولى للرجال بعد إعادة هيكلتها، وحلّ في المركز السادس والعشرين من بين 28 متنافسًا في هذه الفئة.

## السيرة الذاتية
وُلد رضا شعبان في 18 سبتمبر 1963. شارك شعبان في الألعاب الأولمبية الصيفية 1992 في برشلونة، إسبانيا، ممثلًا الكويت في منافسات رفع الأثقال للرجال. وكان أول رياضي كويتي يشارك في رفع الأثقال في دورة ألعاب أولمبية. شارك شعبان في فئة الوزن الثقيل الأولى للرجال للمتنافسين الذين لا يتجاوز وزنهم 100 كغ. خاض المنافسة في 2 أغسطس أمام 24 رياضيًا آخر، وحلّ في المركز الحادي والعشرين بمجموع 250 كغ.بعد دورة ألعاب 1992، مثّل شعبان الكويت مرة أخرى في دورة أولمبية أخرى، وهي الألعاب الأولمبية الصيفية 1996 في لوس أنجلوس، الولايات المتحدة. شارك هناك في نسخة معاد هيكلتها من فئة الوزن الثقيل الأولى للرجال، والتي اشترطت ألا يتجاوز وزن الرياضيين 99 كغ. خاض المنافسة في 28 يوليو أمام 27 رياضيًا آخر، وحلّ في المركز السادس والعشرين بمجموع 255 كغ.حتى الألعاب الأولمبية الصيفية 2024، ما يزال شعبان الرياضي الكويتي الوحيد الذي شارك في منافسات رفع الأثقال في دورة ألعاب أولمبية.